# Clay County (South Dakota)
Clay County ist ein Bezirk im Bundesstaat South Dakota der Vereinigten Staaten. Das U.S. Census Bureau hat bei der Volkszählung 2020 eine Einwohnerzahl von 14.967 ermittelt. Benannt ist es nach dem US-Außenminister Henry Clay.

## Geographie
Der Bezirk hat eine Fläche von 1079 Quadratkilometern; davon sind 13 Quadratkilometer (1,22 Prozent) Wasserflächen. Er ist in 12 Townships eingeteilt: Bethel, Fairview Garfield, Glenwood, Meckling, Norway, Pleasant Valley, Prairie Center, Riverside, Spirit Mound, Star, Vermillion.

## Geschichte
Das County wurde am 10. April 1862 gegründet und nach dem prominenten Politiker Henry Clay benannt.

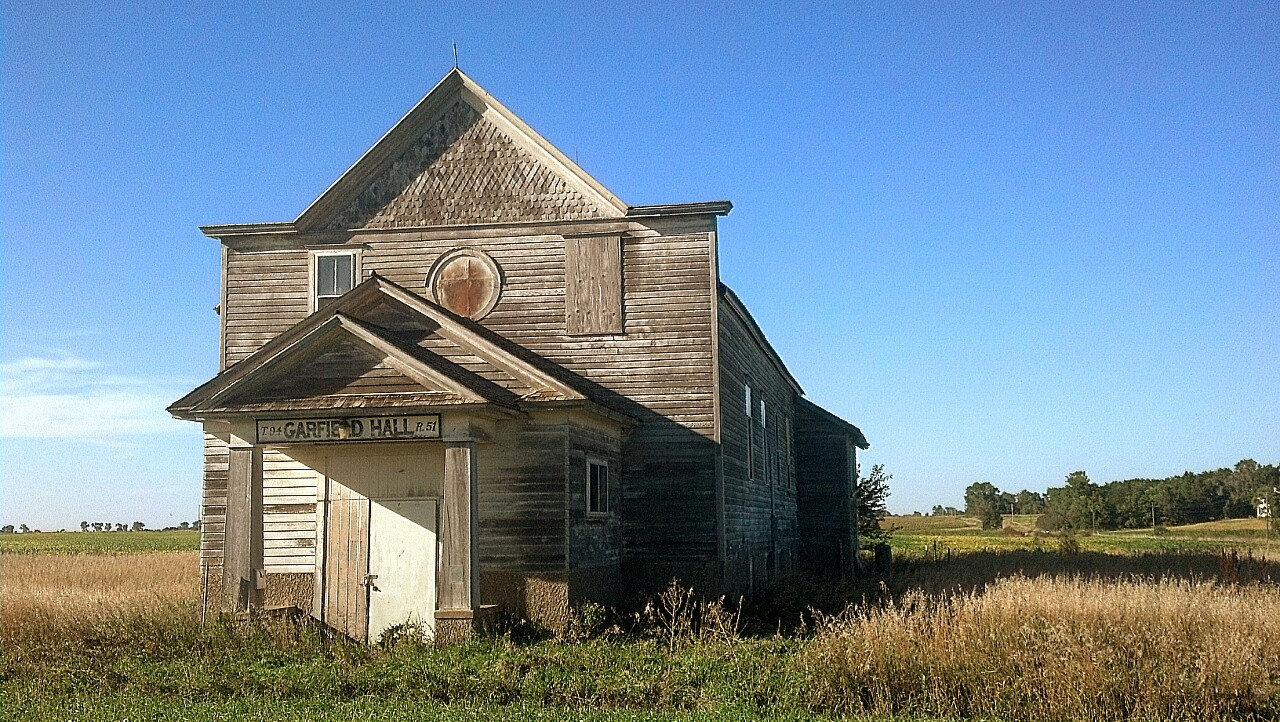
Die Garfield Township Hall ist einer von 39 Einträgen des Countys im NRHP.

39 Bauwerke und Stätten des Countys sind im National Register of Historic Places (NRHP) eingetragen (Stand 30. Juli 2018).

## Städte und Gemeinden
Städte (cities)
- Irene
- Vermillion

Gemeinden (towns)
- Wakonda

Gemeindefreie Gebiete
- Burbank
- Dalesburg
- Greenfield
- Meckling
- Westreville